# Baker (terytorium)
Baker (ang. Baker Island) – niezamieszkana wyspa leżąca tuż na północ od równika na Pacyfiku około 3100 kilometrów na południowy zachód od Honolulu, w połowie drogi z Hawajów do Australii. Jest jednym z zamorskich, niezamieszkanych terytoriów Stanów Zjednoczonych, nieoficjalnie zwanych łącznie jako Dalekie Wyspy Mniejsze Stanów Zjednoczonych. Nie jest częścią żadnego ze stanów USA lub innej jednostki terytorialnej tego kraju.
Wyspa stanowi Rezerwat Dzikiej Przyrody Wyspy Baker (Baker Island National Wildlife Refuge) obejmujący całe terytorium wyspy oraz otaczające ją wody o pow. 123,45 km². Rezerwat zarządzany jest przez United States Fish and Wildlife Service (Służbę Połowu i Dzikiej Przyrody Stanów Zjednoczonych). Wstęp na wyspę jest możliwy jedynie za zgodą tej służby i udzielany jest zwykle w celach naukowych i dydaktycznych.

## Pochodzenie nazwy
Od Michaela Bakera z New Bedford w Massachusetts w USA, który twierdził, że odkrył tę niezamieszkaną wyspę w 1832 roku.

## Historia

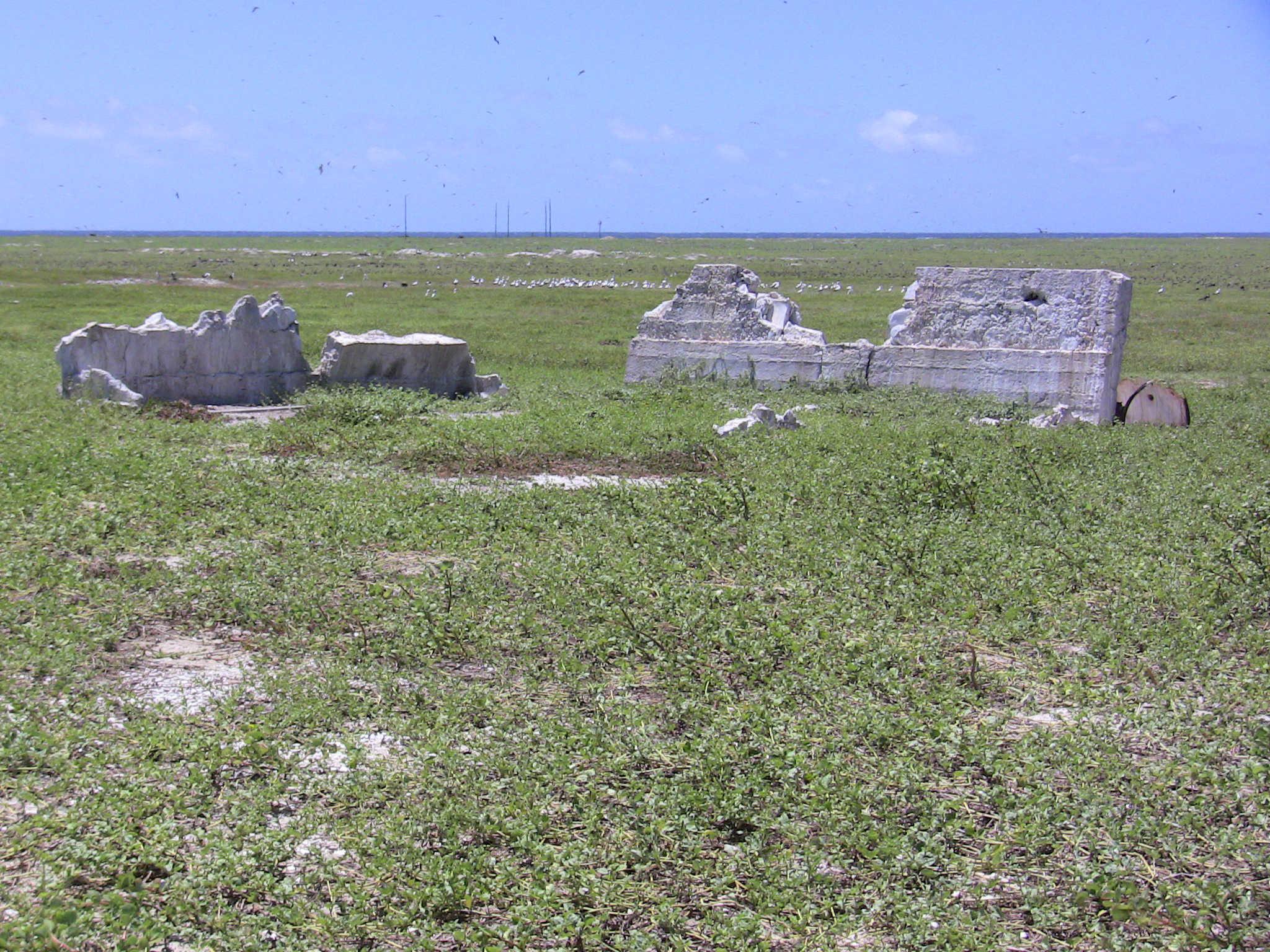
Pozostałości zabudowań na wyspie

Wyspa została objęta w posiadanie przez Stany Zjednoczone w 1857 roku na podstawie tzw. Guano Islands Act z 1856, zezwalającej USA na zajmowanie wysp zawierających złoża guana. Od 1886 do 1934 do wyspy zgłaszała roszczenia Wielka Brytania uznając ją za należącą do Brytyjskich terytoriów zamorskich. W latach 1850–1890 działały tu kompanie wydobywające guano doprowadzając do wyeksploatowania surowca. W latach 30. XX wieku rozpoczęto kolonizację Wyspy Baker imigrantami z Hawajów. W 1936 zarząd nad wyspą przejął Departament Spraw Wewnętrznych USA. Cywile, zamieszkujący jedyną osadę Meyerton, zostali ewakuowani w 1942 roku po pierwszych bombardowaniach przeprowadzonych przez Japończyków (wyspa została zbombardowana 8 grudnia 1941 roku, następnego dnia po ataku na Pearl Harbor). W 1943 wyspa została zajęta przez żołnierzy US Army i założono na niej bazę lotniczą. Została ona opuszczona w latach 50. XX wieku. W 1974 wyspa została objęta ochroną prawną jako National Wildlife Refuge i przejęta w zarząd przez United States Fish and Wildlife Service (Służbę Połowu i Dzikiej Przyrody Stanów Zjednoczonych).

## Geografia

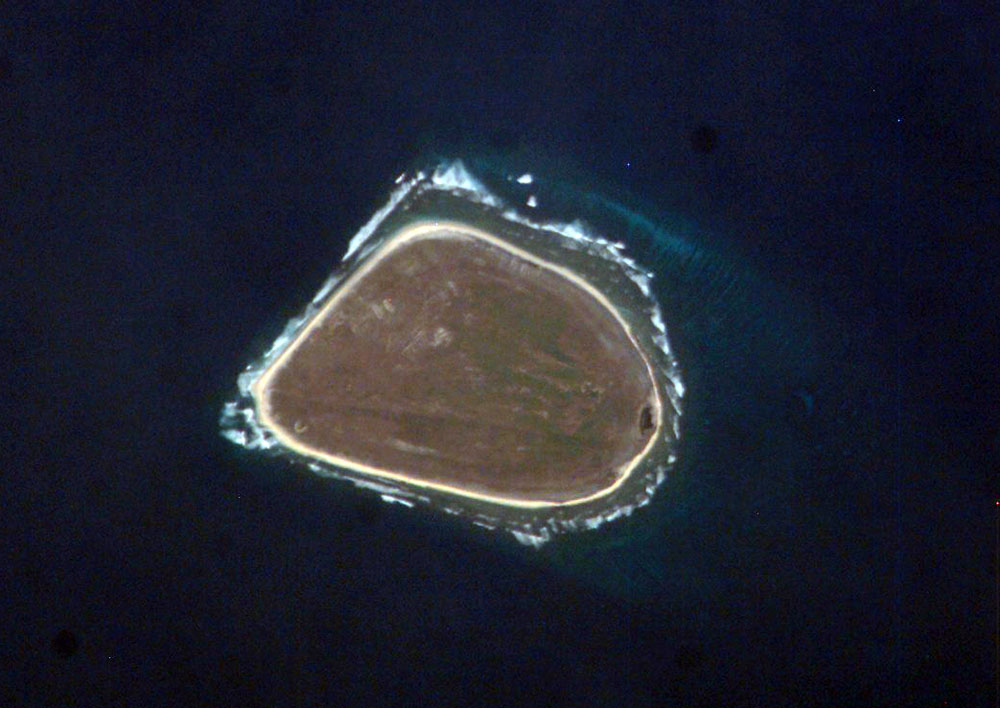
Zdjęcie satelitarne

Powierzchnia wyspy wynosi 1,64 km², a długość wybrzeża – 4,8 km. Otoczona jest nieregularną rafą koralową szerszą od północy i wschodu (od 0,2 do 1 km szerokości). Od południa i zachodu dno morskie szybko opada. Leżąc zaledwie 24 km na północ od równika, wyspa znajduje się pod wpływem klimatu równikowego, z niewielkimi opadami, stałym wiatrem i wysokimi temperaturami. W najwyższym miejscu położona jest 8 m ponad poziom oceanu. Brak tu naturalnych źródeł słodkiej wody. 
Teren wyspy jest piaszczysty i porośnięty niską roślinnością – brak drzew. Stanowi ważne miejsce gniazdowania, odpoczynku i żerowania dla ptaków morskich a jej brzegi i rafy są istotnym siedliskiem dla ryb. Problemem w ochronie walorów przyrodniczych były zdziczałe koty, usunięte stąd ostatecznie w latach 60. XX wieku.

## Transport
Na wyspie nie ma portu. Jedyne miejsce nadające się do lądowania położone jest w zachodniej części wyspy w sąsiedztwie pozostałości dawnych zabudowań. Z czasów II wojny światowej pochodzi opuszczony pas startowy.